# League of Legends Champions Korea
League of Legends Champions Korea (LCK) é a principal competição de esporte eletrônico de League of Legends na Coreia do Sul. Disputada por dez times, a liga dura duas temporadas por ano e serve como uma rota direta para a qualificação para o Campeonato Mundial de League of Legends. A LCK é administrada em cooperação entre a Riot Games e a KeSPA.
A liga foi anteriormente nomeada League of Legends Champions antes de passar por uma grande reestruturação no final de 2014, que viu uma mudança no formato da competição e um rebranding para seu nome atual. A OGN reservou os direitos exclusivos de transmissão da liga até 2016, quando os direitos foram divididos com a SPOTV Games. Em 2019, a Riot Games assumiu a transmissão da LCK. Em 2021, o Challengers Korea (CK) e o torneio de promoção para LCK foram descontinuados, para dar espaço a um sistema de franquias na LCK.
A LCK é considerada uma das competições de League of Legends mais fortes do mundo, com equipes da liga conquistando o Campeonato Mundial um recorde de sete vezes, incluindo cinco títulos consecutivos de 2013 a 2017.

## Resultados
| Ano  | Etapa  | Campeão             | Placar | Vice-campeão         |
| ---- | ------ | ------------------- | ------ | -------------------- |
| 2012 | Spring | MiG Blaze           | 3–0    | MiG Frost            |
| 2012 | Summer | Azubu Frost         | 3–2    | CLG Europe           |
| 2013 | Winter | NaJin Black Sword   | 3–0    | Azubu Frost          |
| 2013 | Spring | MVP Ozone           | 3–0    | CJ Entus Blaze       |
| 2013 | Summer | SK Telecom T1 2     | 3–2    | KT Rolster Bullets   |
| 2014 | Winter | SK Telecom T1 K     | 3–0    | Samsung Galaxy Ozone |
| 2014 | Spring | Samsung Galaxy Blue | 3–1    | NaJin White Shield   |
| 2014 | Summer | KT Rolster Arrows   | 3–2    | Samsung Galaxy Blue  |
| 2015 | Spring | SK Telecom T1       | 3–0    | GE Tigers            |
| 2015 | Summer | SK Telecom T1       | 3–0    | KT Rolster           |
| 2016 | Spring | SK Telecom T1       | 3–1    | ROX Tigers           |
| 2016 | Summer | ROX Tigers          | 3–2    | KT Rolster           |
| 2017 | Spring | SK Telecom T1       | 3–0    | KT Rolster           |
| 2017 | Summer | Longzhu Gaming      | 3–1    | SK Telecom T1        |
| 2018 | Spring | Kingzone DragonX    | 3–1    | Afreeca Freecs       |
| 2018 | Summer | KT Rolster          | 3–2    | Griffin              |
| 2019 | Spring | SK Telecom T1       | 3–0    | Griffin              |
| 2019 | Summer | SK Telecom T1       | 3–1    | Griffin              |
| 2020 | Spring | T1                  | 3–0    | Gen.G                |
| 2020 | Summer | Damwon Gaming       | 3–0    | DRX                  |
| 2021 | Spring | DWG KIA             | 3–0    | Gen.G                |
| 2021 | Summer | DWG KIA             | 3–1    | T1                   |
| 2022 | Spring | T1                  | 3–1    | Gen.G                |
| 2022 | Summer | Gen.G               | 3–0    | T1                   |
| 2023 | Spring | Gen.G               | 3–1    | T1                   |
| 2023 | Summer | Gen.G               | 3–0    | T1                   |
| 2024 | Spring | Gen.G               | 3–2    | T1                   |
| 2024 | Summer | Hanwha Life Esports | 3–2    | Gen.G                |

### Por equipe
*   Indica uma equipe que não pertence mais à liga.
| Equipe              | Títulos | Vices | Edições campeão                                                                    | Edições vice-campeão                               |
| ------------------- | ------- | ----- | ---------------------------------------------------------------------------------- | -------------------------------------------------- |
| T1                  | 10      | 5     | 2013-III, 2014-I, 2015-I, 2015-II, 2016-I, 2017-I, 2019-I, 2019-II, 2020-I, 2022-I | 2017-II, 2021-II, 2022-II, 2023-I, 2023-II, 2024-I |
| Gen.G               | 5       | 6     | 2014-II, 2022-II, 2023-I, 2023-II, 2024-I                                          | 2014-I, 2014-III, 2020-I, 2021-I, 2022-I, 2024-II  |
| Dplus KIA           | 3       | 0     | 2020-II, 2021-I, 2021-II                                                           | —                                                  |
| KT Rolster          | 2       | 4     | 2014-II, 2018-II                                                                   | 2013-III, 2015-II, 2016-II, 2017-I                 |
| CJ Entus*           | 2       | 3     | 2012-I, 2012-II                                                                    | 2012-I, 2013-I, 2013-II                            |
| Hanwha Life Esports | 2       | 2     | 2016-II, 2024-II                                                                   | 2015-I, 2016-I                                     |
| DRX                 | 2       | 1     | 2017-II, 2018-I                                                                    | 2020-II                                            |
| Brion               | 1       | 1     | 2013-I                                                                             | 2014-I                                             |
| MVP*                | 1       | 0     | 2013-II                                                                            | —                                                  |
| Griffin*            | 0       | 3     | —                                                                                  | 2018-II, 2019-I, 2019-II                           |
| CLG Europe*         | 0       | 1     | —                                                                                  | 2012-II                                            |
| Kwangdong Freecs    | 0       | 1     | —                                                                                  | 2018-I                                             |

1. ↑  Anteriormente como SK Telecom T1
2. ↑  Anteriormente como Samsung Galaxy
3. ↑  Anteriormente como Damwon Gaming e DWG KIA
4. ↑  Anteriormente como MiG Blaze & Frost e Azubu Frost
5. ↑  Anteriormente como Longzhu Gaming e Kingzone DragonX
6. ↑  Anteriormente como GE Tigers e ROX Tigers
7. ↑  Anteriormente como NaJin Black Sword & White Shield
8. ↑  Anteriormente como Afreeca Freecs